# Stazione di Sant'Elena-Este
La stazione di Sant'Elena-Este è una stazione ferroviaria posta lungo la linea ferroviaria Padova-Bologna, a servizio dei comuni di Sant'Elena e di Este.